# Левченко Митрофан Васильович
Левченко Митрофан Васильович (5 грудня 1890 — 22 січня 1955) — історик-візантиніст, професор (1938), доктор історичних наук (1941). Народився в м. Суджа (нині місто Курської області, РФ). 1915 закінчив у Ніжині історико-філологічний інститут. Опісля вчився в Петрограді (нині м. Санкт-Петербург). 1939 започаткував у Ленінградському відділенні Інституту історії АН СРСР діяльність групи візантиністів, 1940–44 очолював це відділення. Організував кафедру візантиністики в Ленінградському університеті (нині Петербурзький університет) й завідував нею протягом 1944–50. Йому належить перший радянський підручник «Історія Візантії: Короткий нарис» (М.–Л., 1940). Наукові інтереси Л. були зосереджені переважно в площині соціально-економічної історії Візантії перших століть її існування. Особливу увагу приділяв дослідженню відносин Візантійської імперії з Київською Руссю, результати цих студій узагальнив у праці «Нариси з історії русько-візантійських відносин» (1956; з часом вона не втратила свого наукового значення).